# U-667
| U-667                      | U-667                                                          | U-667                                                          |
| -------------------------- | -------------------------------------------------------------- | -------------------------------------------------------------- |
|                            |                                                                |                                                                |
|                            |                                                                |                                                                |
|                            |                                                                |                                                                |
| Під прапором               | Третій рейх                                                    | Третій рейх                                                    |
| Спуск на воду              | 29 серпня 1942 року                                            | 29 серпня 1942 року                                            |
| Виведений зі складу флоту  | 26 серпня 1944 року                                            | 26 серпня 1944 року                                            |
| Сучасний статус            | затоплений                                                     | затоплений                                                     |
| Проєкт                     |                                                                |                                                                |
| Тип ПЧ                     | Торпедний ДПЧ                                                  | Торпедний ДПЧ                                                  |
| Основні характеристики     |                                                                |                                                                |
| Швидкість (надводна)       | 17,7 вузлів                                                    | 17,7 вузлів                                                    |
| Швидкість (підводна)       | 7,6 вузлів                                                     | 7,6 вузлів                                                     |
| Робоча глибина занурення   | 100 м                                                          | 100 м                                                          |
| Гранична глибина занурення | 220 м                                                          | 220 м                                                          |
| Екіпаж                     | 44 осіб                                                        | 44 осіб                                                        |
| Розміри                    |                                                                |                                                                |
| Довжина найбільша (по КВЛ) | 67,1 м                                                         | 67,1 м                                                         |
| Ширина корпусу найб.       | 6,2 м                                                          | 6,2 м                                                          |
| Висота                     | 9,6 м                                                          | 9,6 м                                                          |
| Середня осадка (по КВЛ)    | 4,70 м                                                         | 4,70 м                                                         |
| Водотоннажність надводна   | 769 т                                                          | 769 т                                                          |
| Озброєння                  |                                                                |                                                                |
| Артилерія                  | одна палубна гармата калібру 88-мм, одна 20-мм зенітна гармата | одна палубна гармата калібру 88-мм, одна 20-мм зенітна гармата |
| Торпедно- мінне озброєння  | 4 носових і один кормовий ТА. 14 торпед або 26 мін             | 4 носових і один кормовий ТА. 14 торпед або 26 мін             |

U-667 — німецький підводний човен типу VIIC, часів Другої світової війни.
Замовлення на будівництво човна було віддане 15 серпня 1940 року. Човен був закладений на верфі суднобудівної компанії «Howaldtswerke Hamburg AG» у Гамбурзі 16 серпня 1941 року під заводським номером 816, спущений на воду 29 серпня 1942 року, 21 жовтня 1942 року увійшов до складу 5-ї флотилії. Також за час служби входив до складу та 7-ї флотилії.
Човен зробив 5 бойових походів, в яких потопив 2 (водотоннажність 1 171 т) військових кораблі та 1 судно, та пошкодив 1 (водотоннажність 1 653 брт) судно.
26 серпня 1944 року затонув у Біскайській затоці на захід від Ла-Рошель (46°06′ пн. ш. 01°35′ зх. д. / 46.100° пн. ш. 1.583° зх. д.) підірвавшись на міні британського мінного поля Cinnamon. Всі 45 членів екіпажу загинули.

## Командири
- Капітан-лейтенант Генріх Шретелер (21 жовтня 1942 — травень 1944)
- Капітан-лейтенант Карл-Гайнц Ланге (10 липня — 26 серпня 1944)

## Потоплені та пошкоджені кораблі[3]
| Назва         | Тип                    | Належність      | Дата           | Тоннаж (БРТ) | Вантаж                                                                   | Статус     | Місце                                                      |
| Ezra Weston   | суховантажне судно     | США             | 8 серпня 1944  | 7 176        | 5 800 т армійських вантажів включно з вантажівками, кислотою та борошном | потоплено  | 50°42′ пн. ш. 05°04′ зх. д. / 50.700° пн. ш. 5.067° зх. д. |
| HMCS Regina   | корвет                 | Канада          | 8 серпня 1944  | 925          |                                                                          | потоплений | 50°42′ пн. ш. 05°03′ зх. д. / 50.700° пн. ш. 5.050° зх. д. |
| USS LST-921   | десантний корабель     | США             | 14 серпня 1944 | 1 653        | Сталь та 18 LCVP                                                         | пошкоджено | 50°56′ пн. ш. 04°47′ зх. д. / 50.933° пн. ш. 4.783° зх. д. |
| HMS LCI(L)-99 | десантне піхотне судно | Велика Британія | 14 серпня 1944 | 246          |                                                                          | потоплений | 50°56′ пн. ш. 04°47′ зх. д. / 50.933° пн. ш. 4.783° зх. д. |